# Libertador San Martín
Libertador San Martín est une localité rurale argentine située dans le département de Diamante et dans la province d'Entre Ríos.

## Démographie
Selon le recensement de 2010, la ville comptait 6 545 habitants (2 998 hommes et 3 547 femmes), mais sa population est augmentée pendant l'année scolaire, en raison de la présence de l'Université adventiste de La Plata, qui compte plus de 600 étudiants en internat, pour un total global de 3 400. Cette institution compte environ 800 étudiants étrangers, avec plus de 50 pays représentés. Outre l'ensemble de la province, le Sanatorio Adventista del Plata, un centre de santé au prestige national et international, et le Centro Adventista de Vida Sana (centre adventiste de vie saine) s'y rendent.

## Jumelages
- Loma Linda, Californie, États-Unis